# 裸一貫
『裸一貫』（はだかいっかん）は、 フラチナリズムのデビューミニアルバム。2015年8月19日に日本クラウンより発売。

## 概要
フラチナリズムのメジャーデビュー作品。発売日から2015年8月30日までに6000枚以上売り上げた。
裸でメジャーデビューに向かっていこうという意気込みを込めたタイトルを、メンバーが一人一人が筆となり一文字ずつ書いた書道作品がジャケットに使われている。

※オフィシャル ウェブサイト「DISCOGRAPHY」参照。

## 収録曲
1. 幸せのキセキ (6:05)
〜2015.05.23 メジャーデビュー大合唱エデイション〜
2. あっぱれジャパニーズ (3:43)
3. 大江戸ディスコ (3:35)
4. 〜ドラム漫談〜 (1:10)
5. O★TO★KO (3:50)
6. AZURE BOX (4:14)
7. 運命共同体 (4:13)
コンサドーレ札幌公認応援歌。
スカパー！”WEEKLY CONSADOLE"主題歌。
8. 拝啓 (6:18)
9. 爆弾小僧 (7:52)
ボーナストラック。(CDのみ収録)[注釈 2]

- 全作詞作曲：フラチナリズム